# Filipiny na Mistrzostwach Świata w Lekkoatletyce 2019
Filipiny na Mistrzostwach Świata w Lekkoatletyce 2019 – reprezentacja Filipin podczas mistrzostw świata w Doha liczyła tylko jednego zawodnika, tyczkarz Ernest John Obiena.

## Skład reprezentacji

### Mężczyźni
| Zawodnik           | Konkurencja   | Kwalifikacje | Kwalifikacje | Finał | Finał   |
| Zawodnik           | Konkurencja   | Wynik        | Pozycja      | Wynik | Pozycja |
| ------------------ | ------------- | ------------ | ------------ | ----- | ------- |
| Ernest John Obiena | Skok o tyczce | 5.60 m       | 15.          | NQ    | NQ      |